# Marchin On
Marchin On è un singolo del gruppo musicale statunitense OneRepublic, pubblicato il 18 giugno 2010 come terzo estratto dal secondo album in studio Waking Up.

## Descrizione
Il brano è stato scritto e prodotto dal frontman Ryan Tedder. Con il produttore e rapper Timbaland è stata inclusa una versione remixata del brano per il suo album Shock Value 2.

## Promozione
La traccia è stata pubblicata come terzo singolo dell'album in Germania e in alcuni paesi europei, dove è stata utilizzata dal canale televisivo tedesco ZDF come canzone per la promo del campionato mondiale di calcio 2010 ed è stato utilizzato anche da HBO per promuovere la propria linea di programmazione 2012.
Originariamente, la canzone Good Life doveva essere il terzo singolo, ma dal momento che Marchin On è stata selezionata per la FIFA, la pubblicazione di Good Life è stata rinviata, ed il singolo è divenuto il quarto estratto dall'album.
La canzone è stata utilizzata nell'episodio 20 (Blood Brothers) della prima stagione del telefilm The Vampire Diaries.

## Video musicale
Il videoclip è caratterizzato dal Remix Patriot. Esso mostra il gruppo ballando e suonando diversi strumenti, a suonare la chitarra "Drew Brown", "Eddie Fisher" a suonare la batteria e un basso tamburo marcia, "Brent Kutzle" la riproduzione di un tamburo rullante marcia, "Zach Filkins" la riproduzione di un sintetizzatore e agitatore e "Ryan Tedder" cantando e suonando il pianoforte e tamburello. Sullo sfondo del video appaiono speciali effetti di luce, che dà il video di un vibe club.

## Tracce
1. Marchin On (Album Version) – 4:13
2. Marchin On (Patriot Remix) – 4:12
3. Marchin On (Timbo Version) – 4:09

## Formazione
- Ryan Tedder – voce, pianoforte
- Zach Filkins – chitarra, cori
- Drew Brown – chitarra, cori
- Brent Kutzle – basso, cori
- Eddie Fisher – batteria, percussioni

## Classifiche
| Classifica (2010) | Posizione più alta |
| ----------------- | ------------------ |
| Austria           | 7                  |
| Belgio (Fiandre)  | 64                 |
| Belgio (Vallonia) | 55                 |
| Germania          | 6                  |
| Israele           | 9                  |
| Nuova Zelanda     | 23                 |
| Polonia           | 7                  |
| Repubblica Ceca   | 42                 |
| Slovacchia        | 75                 |
| Svizzera          | 37                 |